# Withcote
Withcote est une paroisse civile du Leicestershire, en Angleterre.